# オットー・ジェリネク

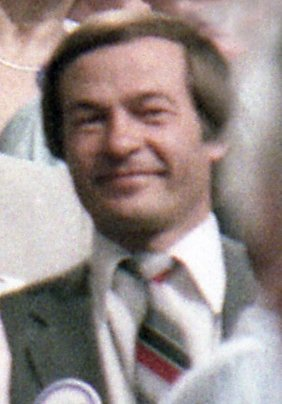
オットー・ジェリネク

オットー・ジェリネク（Otto Jelinek、1940年5月20日 - ）は、カナダ出身の男性フィギュアスケート選手。1960年スコーバレーオリンピックペアカナダ代表。1962年世界フィギュアスケート選手権ペアチャンピオン。パートナーは妹でもあるマリア・ジェリネク。

## 経歴
- 1948年、家族とともにチェコスロバキアからカナダへ移住。
- 妹であるマリア・ジェリネクとともにペアスケーターとして活動を始める。
- 1961年、1962年カナダフィギュアスケート選手権2連覇。
- 1962年世界フィギュアスケート選手権優勝。
- 競技生活引退後は、政界へ転身し1972年にはカナダの下院議員となり、大臣を歴任。
- 1994年には生まれ故郷のチェコに移り、デロイト トウシュ トーマツの重役となる。またチェコオリンピック協会のチェアマンとなり、2020年夏季オリンピックのプラハ誘致を目指している。

## 主な戦績
| 大会/年      | 1955-56 | 1956-57 | 1957-58 | 1958-59 | 1959-60 | 1960-61 | 1961-62 |
| ------------ | ------- | ------- | ------- | ------- | ------- | ------- | ------- |
| オリンピック |         |         |         |         | 4       |         |         |
| 世界選手権   |         |         | 3       | 3       | 2       |         | 1       |
| カナダ選手権 | 2       | 2       | 2       |         | 2       | 1       | 1       |